# Bytowo (Stargard)
Pour les articles homonymes, voir Bytowo.
Bytowo est une localité polonaise de la gmina mixte de Dobrzany située dans le powiat de Stargard en voïvodie de Poméranie-Occidentale. Elle se trouve à environ 27 km à l'est de Stargard et 57 km à l'est de la capitale régionale Szczecin.

## Géographie

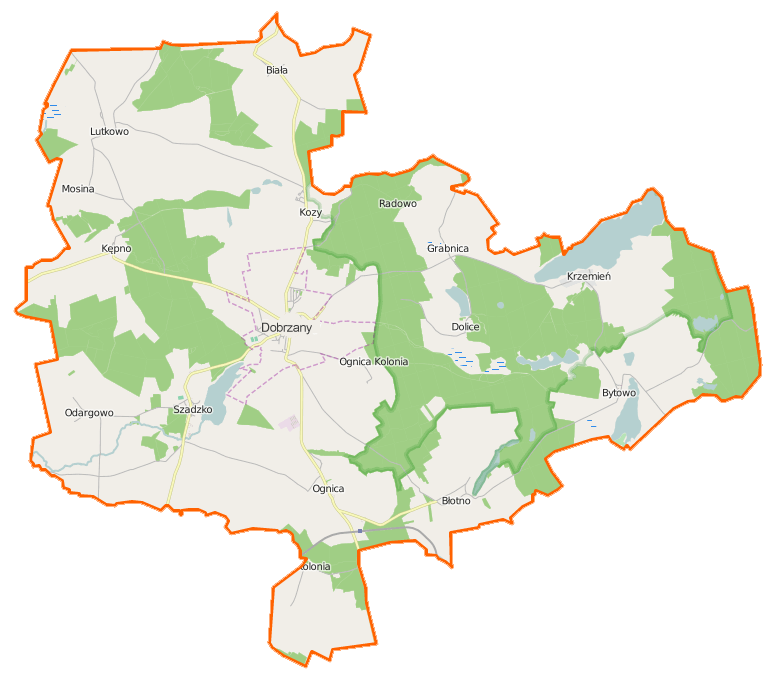
Carte de la gmina de Dobrzany.